# Aichi AB-2
Айчі AB-2 (англ. Aichi AB-2, від Aichi Biplane) — експериментальний розвідувальний поплавковий гідролітак створений компанією Aichi для Імперського флоту Японії в 1930 році. Розроблявся паралельно з Aichi E3A, але без допомоги німецьких інженерів.

## Історія
Хоча компанія Aichi вже звернулась до компанії Heinkel за допомогою в розробці поплавкового розвідника для японських кораблів, інженер компанії Тецуо Мікі почав створювати свій дизайн такого літака в 1929 році. Проєкт отримав внутрішнє позначення AB-2 і він став першим японським поплавковим розвідником створеним без закордонної допомоги.
Великою особливістю AB-2 став двигун 9-ти циліндровий радіальний двигун Aichi AC-1 власного виробництва з дволопатевим дерев'яним гвинтом. Це був стандартний біплан змішаної конструкції: каркас фюзеляжу було зварено зі сталевих труб, а крила були дерев'яними, з тканинним покриттям. Для зберігання крила могли складатись до хвоста. Пілот зі спостерігачем розміщувались один за одним у відкритій кабіні.
Через комбінацію потужного двигуна і відносно легкого літака Aichi передбачали значно кращі льотні характеристики за Nakajima E2N, що був прийнятий на озброєння в 1927 році. Але через експериментальний двигун який часто не досягав заявленої потужності, і ряд інших недоліків літак не зацікавив флот і було побудовано тільки два прототипи. Один прототип було втрачено під час випробувань коли полум'я з вихлопної труби підпалили фюзеляж. Досвід зі створення AB-2 пізніше був використаний для створення Aichi AB-3.

## Тактико-технічні характеристики
Дані з Japanese Aircraft 1910—1941

### Технічні характеристики
- Екіпаж: 2 особи
- Довжина: 8,24 м
- Висота: 3,44 м
- Розмах крил: 11 м
- Площа крил: 36 м²
- Маса пустого: 1115 кг
- Злітна маса: 1656 кг
- Навантаження на крило: 45 кг/м²
- Двигун: 9-ти циліндровий радіальний Aichi AC-1 повітряного охолодження
- Потужність: 300 к. с.
- Питома потужність: 5,31 кг/к.с.
- Гвинт:дволопатевий дерев'яний гвинт

### Льотні характеристики
- Максимальна швидкість: 180 км/год (на рівні моря)
- Крейсерська швидкість: 130 км/год
- Швидкість приземлення: 72 км/год
- Час набору висоти 3000 м: 20 хвилин
- Час польоту: 5,9 годин

### Озброєння
- Стрілецьке:
  - 1 × 7,7-мм курсовий кулемет
  - 1 × 7,7-мм кулемет в турелі спостерігача
- Бомбове:
  - 2 × 30 кг бомби